# Zonophryxus trilobus
Zonophryxus trilobus is een pissebed uit de familie Dajidae. De wetenschappelijke naam van de soort is voor het eerst geldig gepubliceerd in 1910 door Richardson.